# Sesto Prete
Sesto Prete (Montefiore dell'Aso, 27 settembre 1919 – Cagli, 15 giugno 1991) è stato un filologo e paleografo italiano naturalizzato statunitense.

## Biografia
Ha studiato filologia classica laureandosi dapprima a Colonia nel 1944 con Günther Jachmann, con una tesi sul concetto di humanitas nella commedia romana, e poi a Bologna nel 1945 sotto la guida di Pietro Ferrarino, discutendo una seconda tesi sul concetto di liberalitas nella commedia romana.
Ha insegnato come lettore di latino all'Università di Bologna (1946-1949) e come professore di latino e greco al Liceo Classico di Forlì. Nel 1955 è stato collaboratore scientifico alla Biblioteca Vaticana. Si è poi trasferito negli Stati Uniti dove dal 1956 al 1968 è stato docente alla Fordham University di New York, diventando infine professore emerito alla University of Kansas a Lawrence, Kansas.

## Ambiti di studio
Molti dei suoi studi e delle sue pubblicazioni riguardano il testo, la tradizione e la fortuna di Plauto e soprattutto di Terenzio.
Tra gli autori latini ha privilegiato lo studio di Ausonio ma ha fornito contributi importanti anche su Cicerone, Catullo, Virgilio, i due Plinii (Gaio Plinio Secondo e Gaio Plinio Cecilio Secondo), Prisciano, Columella, Sidonio Apollinare, Apuleio, Tertulliano e Cipriano.
Numerosi sono poi i suoi interventi in ambito medievale e umanistico nel quale era specializzato: si è infatti occupato di Raterio e di Innocenzo III, di Marco Polo, Dante e Petrarca, della poesia latina dei secoli XV e XVI e specialmente della poesia religiosa, dei poeti attivi a Ferrara e Urbino, e inoltre di Bruni, Poliziano, Tito Vespasiano Strozzi, Pontano, Giulio Cesare Scaligero e Guillame du Bartas. Ha anche studiato alcuni pensatori umanistici come Pio II, Poggio e Valla, Febo Capella, Giacomo e Antonio Costanzi, Joachim Camerarius e Niccolò Perotti.
È stato inoltre promotore ed organizzatore di convegni, curatore di atti e direttore di riviste. Grazie alla sua attività svolta in ambito internazionale, ha avuto il merito di favorire relazioni, confronti e scambio di idee tra vari paesi e specialmente tra l'Italia, la Germania e l'America.
Nel 1978 ha fondato la rivista Res Publica Litterarum - Studies in the classical tradition, che ha diretto fino al 1991.

## Pubblicazioni (selezione)
La bibliografia completa di Sesto Prete è pubblicata in Res Publica Litterarum, XV, 1992, pp. 11-21 e XVI, 1993, p. 273.
- Saggi Pliniani, studi pubblicati dall'Istituto di Filologia classica dell'Università di Bologna 3, Bologna, Zuffi, 1948
- Il codice Bembino di Terenzio, Studi e Testi 153, Città del Vaticano, Biblioteca Apostolica Vaticana, 1950.
- P. Terenti Afri Comoediae, Heidelberg, F.H. Kerle, 1954.
- Didascaliae: Studies in Honor of Anselm M. Albareda 1961 ISBN 9781258131678
- Two Humanistic Anthologies Studi e Testi 230, Città del Vaticano, Biblioteca Apostolica Vaticana, 1964.
- Galileo's Letter about the libration of the Moon John F. Fleming, New York, 1965
- Observations on the History of Textual Criticism in the Medieval and Renaissance Period 1968, St. John's University Press.
- Il codice di Terenzio Vaticano Latino 3226, Studi e Testi 262, Città del Vaticano, Biblioteca Apostolica Vaticana, 1970.
- Decimi Magni Ausonii Opuscola Leipzig, Teubner, 1978.
- Studies in Latin Poets of the Quattrocento 1978, The University of Kansas.
- L'Umanista Niccolò Perotti, Sassoferrato, Istituto Internazionale di Studi Piceni, 1980.
- I Codici di Terenzio e quelli di Lucano nella Herzog August Bibliothek di Wolfenbuttel 1982. ISBN 3-88373-030-0
- Tra filologi e studiosi della nostra epoca: dalla corrispondenza di Gunther Jachmann, Didascaliae I, Pesaro, Belli, 1984.
- Pagine amare di storia della filologia classica. Dalla corrispondenza di Edoardo Fraenkel a Gunther Jachmann, Didascaliae III, Sassoferrato, Istituto Internazionale di Studi Piceni, 1987.
- Capitoli su Terenzio, Didascaliae IV, Sassoferrato, Istituto Internazionale di Studi Piceni, 1990.
- Lettere di Edoardo Fraenkel a Gunther Jachmann, a cura di P. Gatti, Didascaliae V e VI, voll. 1 e 2, Fano Editrice Fortuna, 1996-1997.